# Steatoda semideserta
Steatoda semideserta är en spindelart som beskrevs av A. V. Ponomarev 2005. Steatoda semideserta ingår i släktet vaxspindlar, och familjen klotspindlar.
Artens utbredningsområde är Kazakstan. Inga underarter finns listade i Catalogue of Life.